# Ingrid Bussmann
Ingrid Bussmann (* 2. Dezember 1948 in Essen) ist eine deutsche Bibliothekarin und ehemalige Direktorin der Stadtbibliothek Stuttgart. Sie war maßgeblich an der Konzeption der „Bibliothek als innovativer Lernort“ beteiligt, was dazu beitrug, dass die Stadtbibliothek Stuttgart zur „Bibliothek des Jahres 2013“ gekürt wurde.

## Ausbildung und beruflicher Werdegang
Bussmann studierte von 1967 bis 1972 in Münster und Hannover Germanistik, Anglistik und Philosophie. Ihr Berufsleben startete sie im Schuldienst. Nach sechs Jahren entschied sie sich jedoch für ein Zweitstudium an der Hochschule für Bibliotheks- und Informationswesen in Stuttgart, das sie 1981 mit dem Diplom abschloss. Nach dem Studium übernahm sie in Reutlingen die Fachstelle für das öffentliche Bibliothekswesen im Regierungspräsidium Tübingen.

## Leitung der Stadtbücherei/Stadtbibliothek Stuttgart
1991 wurde Bussmann stellvertretende Direktorin der Stadtbücherei Stuttgart. 2001 übernahm sie die Leitung der Stadtbücherei Stuttgart. Sie beteiligte sich intensiv an Planung und Konzeption der geplanten neuen Stadtbibliothek. Von Anfang an trieb Bussmann die Idee der „Bibliothek als innovativer Lernort“ voran. Minutiös bereitete Bussmann bis 2011 den Umzug vom Stuttgarter Wilhelmspalais in den Neubau am Mailänder Platz vor. Mit dem Umzug wurde die Stadtbücherei Stuttgart in Stadtbibliothek Stuttgart umbenannt. Ingrid Bussmann hat die Stadtbibliothek Stuttgart zu einer der modernsten und vielfältigsten in der Bundesrepublik entwickelt. Daraus resultierte, dass die Stadtbibliothek Stuttgart zur Bibliothek des Jahres 2013 gekürt wurde. Im März 2013 ging Bussmann in den Ruhestand.
In Hinblick auf die Neuplanung und den Neubau der Stuttgarter Stadtbücherei arbeitete Bussmann an den Themen der Bauens von Bibliotheken, der kind- und menschengerechten Gestaltung von Bibliotheksräumen, der spezifischen Herausforderungen bei der Bildung von Migranten, der Entwicklungen hin zu neuen Medien und Technologien.

### Baufibel
Öffentliche Bibliotheken müssen auf den Wandel reagieren, der sich aus den Entwicklungen im Bereich der neuen Medien und Informationstechnologien ergibt. Sie müssen Möglichkeiten der Aus- und Weiterbildung schaffen und auf geänderte Lebens- und Freizeitgewohnheiten der Menschen reagieren. Dies führt unter anderem zu zusätzlichem Raumbedarf. Diese Themen griff das Deutsche Bibliotheksinstitut in der sogenannten „Baufibel“ auf und erarbeitete Richtlinien dafür. Bussmann arbeitete an der „Baufibel“ des Deutschen Bibliotheksinstituts mit, die 1994 erschien.

### Controlling von Bibliotheken
Bussmann widmete sich auch dem Thema „Wege zu einer bibliotheksgerechten Kosten- und Leistungsrechnung“.

### KIM
Mit dem Projekt KIM (Kindermedienzentrum) begann die Stadtbibliothek Stuttgart 1995 damit, Kinder an den Gebrauch von neuen Medien, Lernsoftware und Multimedia heranzuführen. Es wurden Projektwochen und Workshops veranstaltet, in denen Kinder lernten, mit unterschiedlichen Medien umzugehen, zu erproben und die Vor- und Nachteile zu erkunden.

### Europäisches Projekt CHILIAS
Unter Federführung der Stadtbücherei Stuttgart erarbeiteten Partner aus England, Finnland, Griechenland, Spanien und Portugal 1996 bis 1998 eine multimediale Version der Kinderbibliothek im Internet. CHILIAS (children’s library – information – animation – skills) war das erste Projekt der Europäischen Kommission zum Thema Kinderbibliothek, das erste Stuttgarter EU-Projekt und das erste EU-Projekt, das von einer deutschen Bibliothek koordiniert wurde. Ziel war, Kinder zur Medienkompetenz zu befähigen.

## Privates
Im Ruhestand übernahm Ingrid Bussmann 2014–2018 den Vorsitz des Vereins Stuttgarter Schriftstellerhaus von Irene Ferchl. Zeitgleich hatte sie den Vorsitz des Förderkreises deutscher Schriftsteller in Baden-Württemberg inne. Heute lebt Bussmann mit ihrer Familie in Lauenburg/Elbe. Dort engagiert sie sich weiterhin für Literatur in Lesekreisen, aber auch bei der Vergabe von Kunststipendien im Künstlerhaus Lauenburg.

## Publikationen
- Ingrid Bussmann: Großzügig und funktional / Die neue Zentralbücherei in Albstadt-Ebingen. In: Bub – Forum Bibliothek und Information. Band 38, Nr. 2, 1986, S. 163–166.
- Ingrid Bussmann: Controlling in der Praxis - am Beispiel der Stadtbücherei Stuttgart. In: Bibliotheksdienst Band 28: Heft 8, 1994. doi:10.1515/bd.1994.28.8.1208
- Ingrid Bussmann: Europäische Union. CHILIAS - Die europäische virtuelle Kinderbibliothek der Zukunft. In: Bibliotheksdienst | Band 30: Heft 8–9, 1996. doi:10.1515/bd.1996.30.89.1441
- Ingrid Bussmann und Birgit Mundlechner: Ein neuer Zugang zu Kinderbibliotheken / Die Virtuelle Kinderbibliothek CHILIAS - ein EU-Projekt. In: Bub – Forum Bibliothek und Information. Band 49, Nr. 6, 1997, S. 384–388.
- P Bolger, G. Fieguth und Ingrid Bussmann: Children in Libraries: Improving Multimedia Virtual Access and Information Skills. Annual Report. In: Association for Information Management. Band 31, Nr. 4, 1997, ISSN 0033-0337, S. 365–372.
- Ingrid Bussmann und Janet Stafford: New services to develop children's and young people's information skills ‐ the European projects CHILIAS and VERITY. In: New Review of Children’s Literature and Librarianship  Band 30, Nummer 1, 2000, S. 137–146. doi:10.1080/13614540009510635
- Ingrid Bussmann: Lernen inszenieren – die Bibliothek 21. In: Gesellschaft für Medienpädagogik und Kommunikationskultur (Hrsg.): Denkräume: Szenarien zum Informationszeitalter: Rückblick, Ausblick, Realisation. AJZ-Druck, Bielefeld 2000, ISBN 3-929685-25-6, S. 186–190.
- Ingrid Bussmann, Sabine Giebeler und Martin Hofferbert: "Glückspendend" / Einhundert Jahre Stadtbücherei Stuttgart. In: Bub – Forum Bibliothek und Information. Band 53, Nr. 12, 2001, S. 722–727.
- Ingrid Bussmann: Die Bibliothek 21 – ein mutiges Zukunftsprojekt der Landeshauptstadt Stuttgart (Vortrag). In: Bibliothek 27.2003, Nr. 1/2, S. 52–55. (Online)
- Ingrid Bussmann: Die Bibliothek der Zukunft: ein multimedialer Ort des Lernens. In: Arbido. Band 19, Nr. 3, 2004, ISSN 1420-102X, S. 10–14, doi:10.5169/seals-768796.
- Ingrid Bussmann: Bibliothek 21 - Modell eines modernen Stützpunkts für das selbstgesteuerte lebenslange Lernen. Stuttgart: Hochschule der Medien, 2004.https://hdms.bsz-bw.de/frontdoor/index/index/docId/379 (kostenfrei zugänglich)
- Ingrid Bussmann: Lernen mit allen Sinnen – die Rolle der Bibliothek für die persönliche Lernbiografie – am Beispiel der Stadtbücherei Stuttgart (Vortrag im Goethe-Institut Zagreb). 8. September 2009, S. 14 (stuttgart.de [PDF]).
- Ingrid Bussmann: Die Bibliothek 21 in Stuttgart. In: Bibliotheken bauen und ausstatten. Humboldt-Universität, Berlin 2009.
- Ingird Bussmann: Die Bibliothek 21 in Stuttgart. In: Petra Hauke und Klaus Ulrich Werner (Hrsg.): Bibliotheken bauen und ausstatten. Bock + Herchen, Bad Honnef 2009, ISBN 978-3-88347-267-6, S. 350–365, doi:10.18452/2192 (pdf).
- Ingrid Bussmann: Die Bibliothek als Atelier des innovativen Lernens. In: Askan Blum (Hrsg.): Bibliothek in der Wissensgesellschaft. Saur, München 2012, ISBN 978-3-11-094857-8, doi:10.1515/9783110948578.186 (Ersterscheinung 2001).
- Ingrid Bussmann und Birgit Mundlechner: "Das Haus ist tief demokratisch" / Interview mit der Stuttgarter Direktorin Ingrid Bußmann. In: Bub – Forum Bibliothek und Information. Band 64, Nr. 2, 2012, S. 154–155.